# وینیسیوس انوادرو
وینیسیوس انوادرو (به پرتغالی: Vinicius Julianetti Evandro) مدافع اهل برزیل است که در شهر Araraquara و در تاریخ ۲۳ آوریل ۱۹۸۷ به دنیا آمده‌است.
وینیسیوس انوادرو در تیم‌های فوتبال Joinville سابقهٔ حضور دارد.